# Тэйлор, Джулия
Джулия Тэйлор (англ. Julia Taylor), настоящее имя Юлианна Бодор (венг. Bodor Julianna, родилась 3 ноября 1978, Будапешт, Венгрия) — венгерская порноактриса.

## Биография и карьера
Джулия Тэйлор работала в ночных клубах Будапешта, где и была замечена американскими продюсерами. Первое большое появление на американской порносцене Джулии Тэйлор произошло в 1998 году в World Sex Tour #16.
Джулия Тэйлор продолжает изредка появляться в американских фильмах. Она живёт в Европе, и её продукция ограничена европейскими съёмками (например, у Private Media Group она играла Клеопатру).

## Премии и номинации
- 2003 Venus Award — Лучшая актриса (Европа)
- 2004 European X Award — Best Supporting Actress (Hungary)[2]

## Избранная фильмография
- 2 on 1 2 (Diabolic)
- 48 Ore (ATV, It.)
- 7eme Ciel (Colmax, Fr.)
- Addiction (Private)
- Addio Al Nubilato (Top Line, It.)
- All Sex (Colmax)
- Anal Babes of Budapest (Coast-to-Coast)
- Anal Divas (Sin City)
- Calendar Girl (Private)
- Castings 35 (Private)
- Claudia’s Holiday (Pink’o, It.)
- Cleopatra (Private)
- Cleopatra 2 (Private)
- Collezione Privata (FM Video, It.) (anal)
- Collezione Privata (Max Bellocchio, It.)
- Julia La Torride (Colmax)
- Just Juggs (Elegant Angel)
- K.K.K.: storie violente dell' America di ieri (F.M. Video, It.)
- Killer Pussy 14 (New Sensation)
- Kiss of Death (Vivid)
- L’Initiation Perverse de Marlene (Dorcel)
- La Fille du Pirate (Colmax)
- La Lunga notte di Christina (Salieri, It.)
- …Les folles nuits de Christina (Colmax, Fr.)
- La Pute du General (Colmax)
- Le Monde Pervers des Miss (Colmax)
- Les Confessions Perverses e Mario Salieri (Colmax)
- Reality 14: The Girls Of Desire (Private)
- Rubber Kiss (Private)
- Salieri All Sex: Casino (Salieri, It.)
- Uranus Experiment Trilogy (Private)
- Victoria Blue (Private)
- Wanderlust (Sin City)
- World Sex Tour 16 (Anabolic)
- Yasmine: Sex for cash (Dorcel, Fr.)
- Young & Wild 3 (New Sensations)